# Malmy
Malmy är en kommun i departementet Marne i regionen Grand Est (tidigare regionen Champagne-Ardenne) i nordöstra Frankrike. Kommunen ligger i kantonen Ville-sur-Tourbe som tillhör arrondissementet Sainte-Menehould. År 2022 hade Malmy 37 invånare.

## Befolkningsutveckling
Antalet invånare i kommunen Malmy
| Referens: INSEE |